# Branceilles
Branceilles település Franciaországban, Corrèze megyében. Lakosainak száma 276 fő (2022. január 1.). Branceilles La Chapelle-aux-Saints, Chauffour-sur-Vell, Curemonte, Marcillac-la-Croze, Saint-Julien-Maumont, Condat és Saint-Michel-de-Bannières községekkel határos.

## Népesség
A település népességének változása:
| Lakosok száma | 350  | 272  | 225  | 245  | 261  | 272  | 279  | 279  | 278  | 276  |
|               | 1968 | 1982 | 1990 | 2006 | 2013 | 2015 | 2017 | 2019 | 2020 | 2022 |